# Information Awareness Office
Pour les articles homonymes, voir IAO.
L'Information Awareness Office (IAO), créé par le DARPA en janvier 2002, est un bureau mettant en commun différents projets du DARPA destinés à appliquer les TIC pour contrecarrer des menaces asymétriques à la sécurité nationale américaine. La mission de l'IAO était « Imaginer, développer, appliquer, intégrer, démontrer et évoluer des techniques informatiques, des composantes et des prototypes à l'intérieur de systèmes d'information en boucle fermée qui contrecarreront les menaces asymétriques en obtenant la connaissance complète de l'information. »
À la suite de critiques du public, affirmant que l'application de ces techniques pourrait éventuellement mener à un système de surveillance de masse, le Congrès des États-Unis a coupé les fonds à l'IAO en 2003, mais plusieurs projets maintenus par l'IAO ont continué grâce à d'autres fonds,.

## Histoire

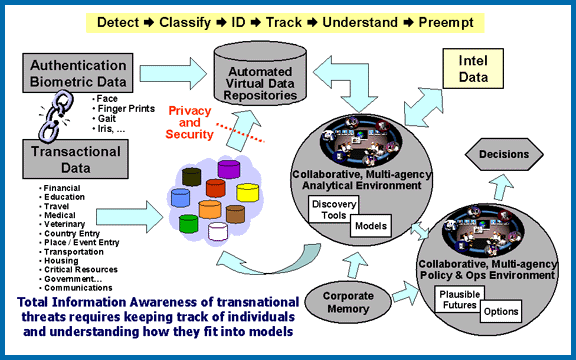
Diagramme du système Total Information Awareness

L'IAO fut créée après que l'amiral John Poindexter, ancien conseiller à la sécurité nationale du président Ronald Reagan et le président de la SAIC Brian Hicks se soient rapprochés du département de la Défense des États-Unis avec l'idée d'un programme pour la prise de conscience de l'importance de l'information après les attaques du 11 septembre 2001.
Poindexter et Hicks avaient dans le passé travaillé ensemble sur des programmes de technologie de l'espionnage pour la Defense Advanced Research Projects Agency. La DARPA accepta d'héberger le programme et en confia sa direction à Poindexter en 2002. L'IAO commença à financer la recherche et développement du programme Total Information Awareness (TIA) en février 2003 mais renomma le programme en Terrorism Information Awareness en mai de la même année après une réaction hostile des médias sur les risques du programme concernant le contrôle de la population. Bien que TIA était un projet de l'IAO parmi d'autres, beaucoup de critiques et de rapports ont confondu le projet TIA avec d'autres programmes IAO sur le même sujet, avec pour résultat que le TIA paraissait être le seul projet important de l'IAO.
Le programme TIA était le programme de « niveau système » de l'IAO qui avait pour but d'intégrer les techniques des systèmes d'information dans un prototype pour fournir des outils afin de mieux détecter, classifier, et identifier des terroristes étrangers dans l'intention d’accroître les chances des agences gouvernementales autorisées à anticiper sur des actions hostiles. Le projet TIA effectuait des recherches, des développements, et intégrait des techniques pour agréger les données, suivre l'analyse des liens, développer des modèles descriptifs et prescriptifs en utilisant la technique d'exploration de données (data mining), et appliquer ces modèles à d'autres fichiers pour identifier les terroristes et les groupes de terroristes dans une véritable démarche de data mining.

### Citations originales
1. ↑  (en) « imagine, develop, apply, integrate, demonstrate and transition information technologies, components and prototype, closed-loop, information systems that will counter asymmetric threats by achieving total information awareness. »